# Manfred Strößenreuther
Manfred Strößenreuther (Hankensbüttel, 1948. február 16. – Speichersdorf, 1986. március 29.) német pilóta, többszörös világ– és Európa-bajnok műrepülő.

## Életpályája

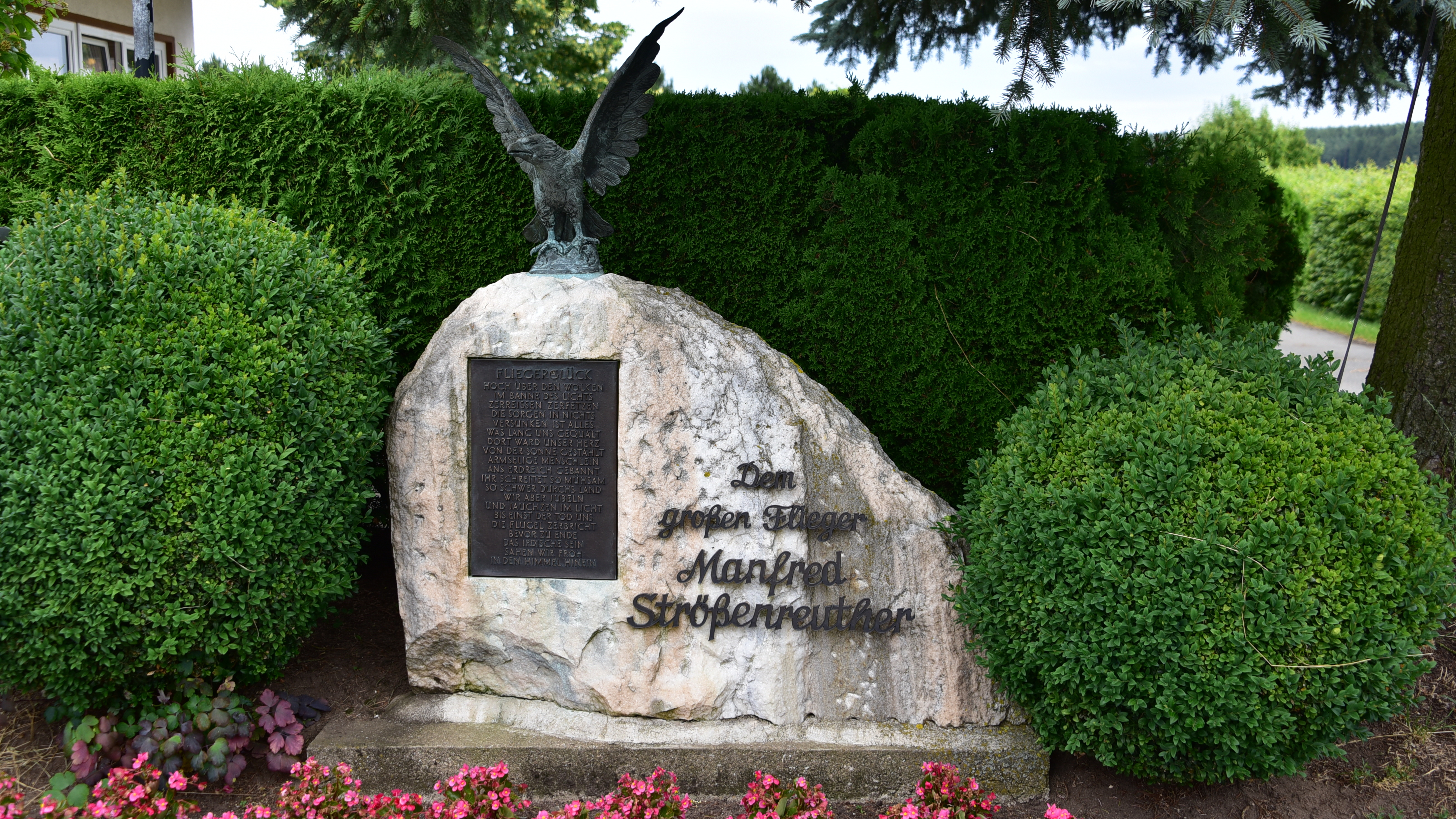
Repülőtéri Speichersdorfi repülőtér, Manfred Strößenreuther emlékmű

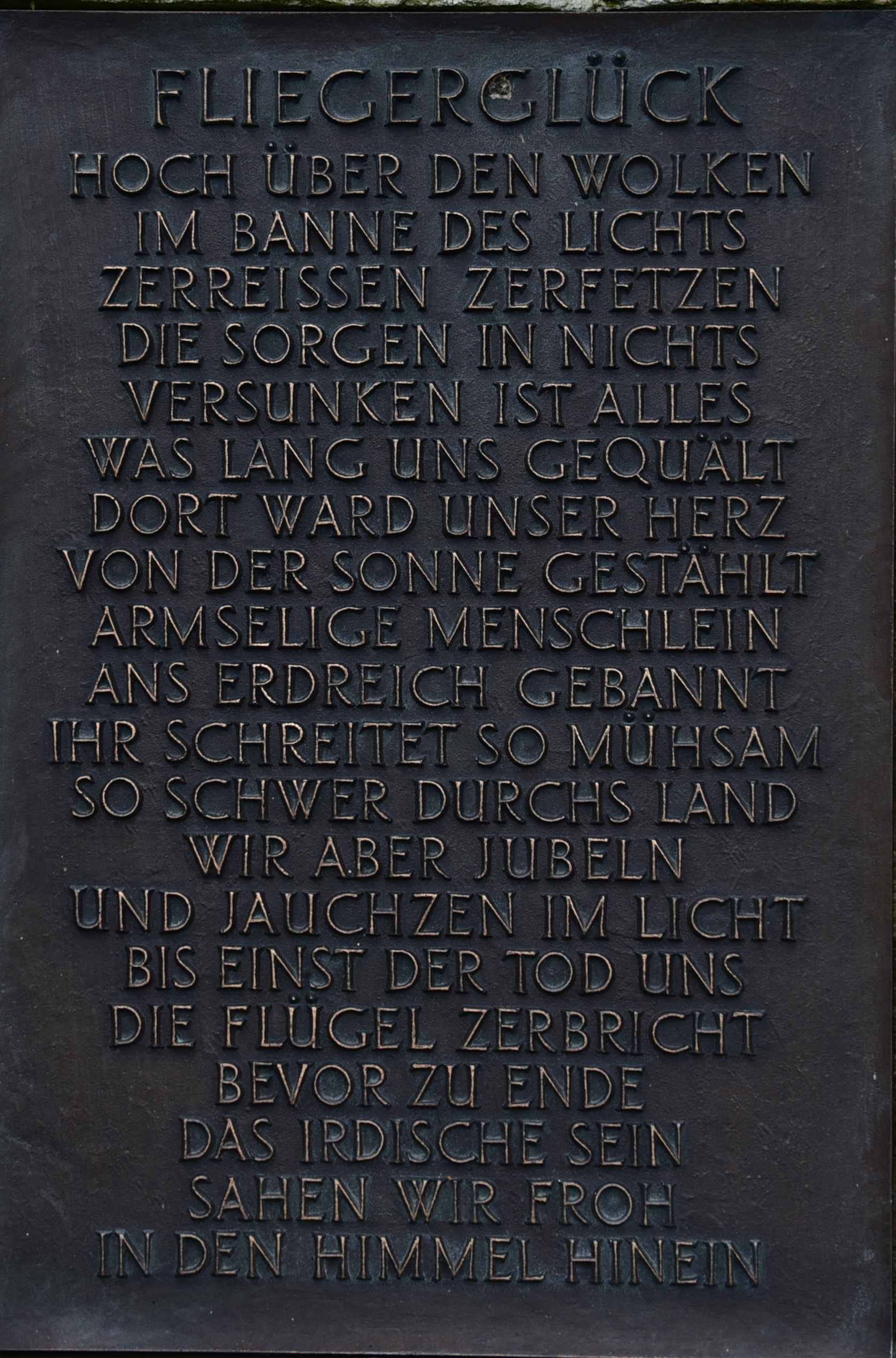
Az emlékmű felirata

1948. február 16-án született a németországi Hankensbuettelben. Apja Richard Strößenreuther, aki fiával együtt - aki ácsnak tanult - 1963-ban a faluban repülős iskolát alapított. Az ácsképzés befejezése után belevetette magát a sportrepülésbe.
1972-ben tagja volt a német nemzeti csapatnak a Salon-de-Provence-ban rendezett műrepülő világbajnokságon.
1973-ban megnyerte a Jugoszláviában rendezett Zadar Kupát és már az 1970-es évek végétől az 1980-as évek közepéig több sikert aratott: többszörös német bajnok, Európa- és világbajnok műrepülő.
1986. március 29-én a kifutópálya közelében gépe összeütközött egy másik géppel, a két légijármű (Fuji FA-200 és Cessna 150) mind a négy utasa, köztük Manfred Strößenreuther is meghalt.
Emlékére Speichersdorfban repülő iskolát és utcát neveztek el róla. Felesége és két lánya maradt árván, közülük a fiatalabb ekkor még alig 4 hónapos volt.

## A német bajnokságon elért helyezései
- Év:            Hely: 	                 Helyezés:
- 1985: 	 Fassberg 	           Első
- 1983:          Münster-Osnabrück Első
- 1981: 	 Damme 	           Első
- 1979: 	 Pegnitz 	           Első
- 1977: 	 Schmidgaden 	   Második
- 1975: 	 Straubing 	           Első
- 1973: 	 Marl-Loemühle        Második